# 日本の環境と環境政策

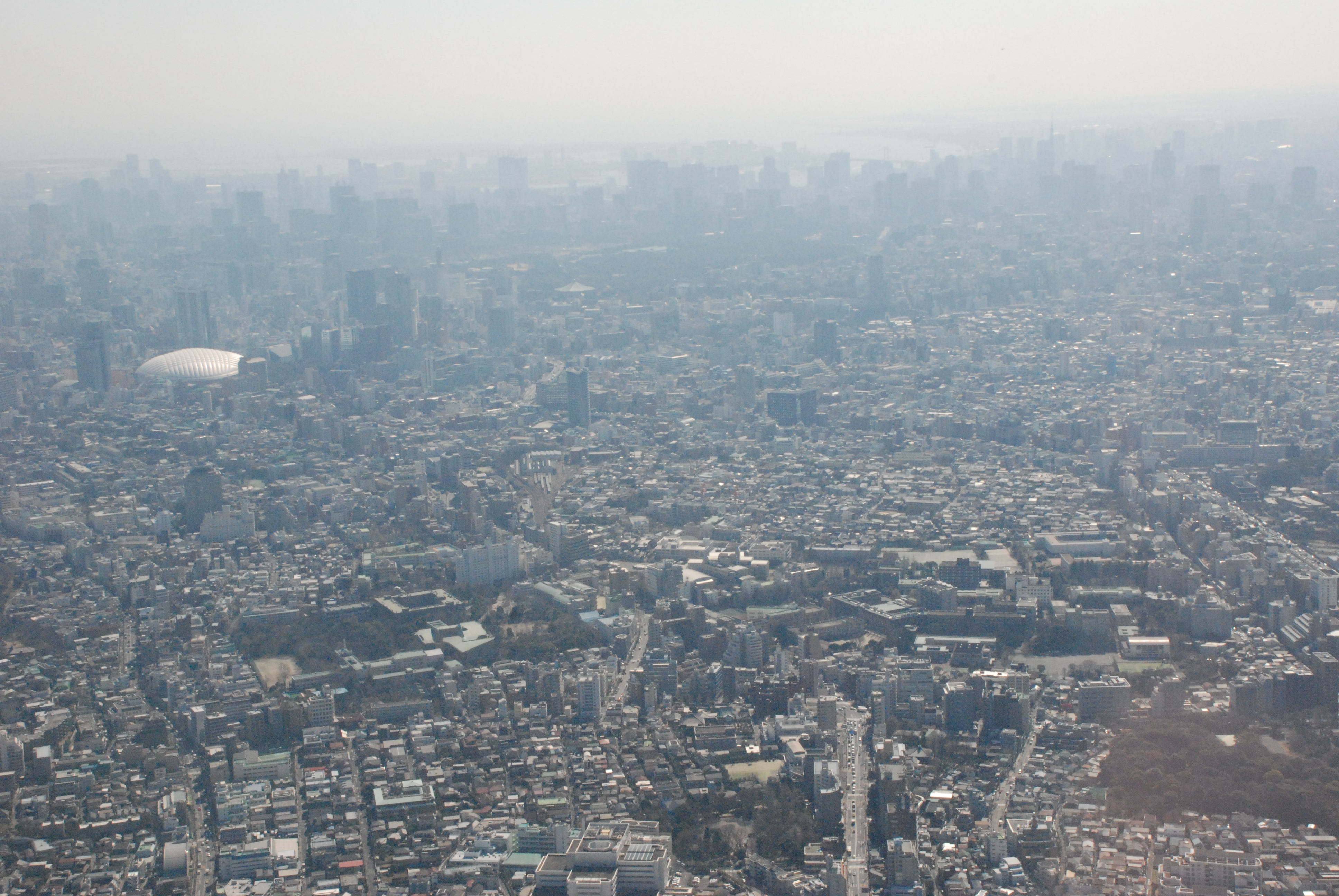
東京のスモッグ

日本の環境と環境政策（にほんのかんきょうとかんきょうせいさく）では、日本の自然環境に関する実績・政策・状況・問題とその推移を扱う。

## 環境問題と環境政策の動向
公害の発生とその対策
日本の環境政策の出発点は、国における施策よりも地域住民の生活に密着した問題として、特に大規模工業地域を有する地方自治体が率先して対策を行い、公害規制のための条例を制定してきた。1949年(昭和24年）の東京都工場公害防止条例をはじめとして、1950年（昭和25年）に大阪府、1951年（昭和26年）に神奈川県が独自の公害防止条例の制定を行っている。
国においては、1950年代の水俣病等の公害の発生とその対策として、広範に生活の質を目標とするよりむしろ健康目標に重点を置いた施策を行ってきた。そのため、自主的取組や規制的手法が多用される傾向にあり、当時発足した公害対策本部等の組織や、公害対策基本法等、初期の環境法もそれを目的としてきた。
環境庁の発足と自然環境保全法の制定
その後、環境庁（当時）が発足し、ほぼ同時に制定された自然保護の基本法としての役割を担った自然環境保全法（1972年（昭和47年）6月22日公布）やその他法令により、生活環境施設の整備、自然環境や文化的遺産等の保全といった幅広い環境対策へと拡大してきた。
環境基本法の制定とその後の動き
現在、日本の環境政策の基本的方向を示す基本法は、環境基本法（1993年（平成5年）11月19日公布）である。これにより公害対策基本法は廃止され、自然環境保全法は環境基本法に取り込まれる形で改正された。
環境基本法の制定後も、環境法制にはいくつかの大きな動きが見られる。
一つは、1997年（平成9年）の環境影響評価法の制定である。これによって、大規模開発事業等における環境アセスメントが制度化されたが、開発事業等を進めるために環境への影響が軽く見積もられる傾向があるなど、今後への課題が残されている。
同じく1997年（平成9年）12月には京都会議が開催し、京都議定書が採択された。これを契機に地球温暖化対策やリサイクル関連の法令が制定された。例えば、1998年（平成10年）には「地球温暖化対策の推進に関する法律」（地球温暖化対策推進法）の制定及び「エネルギーの使用の合理化等に関する法律」（省エネ法）の改正、2000年（平成12年）には「循環型社会形成推進基本法」の制定等があげられる（下記「日本の公害法」中「リサイクル等の推進」を参照）。
さらに自然保護活動の高まりなどを受けて、2002年（平成14年）の「鳥獣保護及狩猟ニ関スル法律」の大幅な改正による「鳥獣の保護及び狩猟の適正化に関する法律」の制定や「自然公園法」の改正などの動きに加え、積極的な自然保護の手段として人の力での自然再生を推進する自然再生推進法が制定された。
2007年（平成19年）には北九州を中心とした広域で光化学オキシダント汚染が発生するなど、中国からの越境汚染も深刻化している。
2008年5月には、野生生物保全の具体戦略や年次報告書の作成、戦略的環境アセスメントの実施を盛り込んだ生物多様性基本法が成立した。

## 環境問題と環境政策史
- 1956年（昭和31年）5月1日 - 水俣病正式発見。
- 1964年（昭和39年）3月27日 - 閣議決定により、総理府（当時）に公害対策推進連絡会議を設置。
- 1967年（昭和42年）8月3日 - 公害対策基本法が公布・即日施行。
- 1970年（昭和45年）7月31日 - 内閣に公害対策本部を設置。
- 1970年（昭和45年）
  - 11月24日 - 第64臨時国会において公害対策関連14法案が成立。この国会は公害国会と呼ばれる。
  - 12月28日 - 佐藤栄作首相が環境保護庁（仮称）の新設を裁定。
- 1971年（昭和46年）
  - 1月8日 - 環境庁の新設を閣議了解。
  - 7月1日 - 環境庁発足。

母体となったのは、内閣公害対策本部（総理府公害対策室を含む）、厚生省（大臣官房国立公園部、環境衛生局公害部）、通商産業省（公害保安局公害部）、経済企画庁（国民生活局の一部）、林野庁（指導部造林保護課の一部）など。
- 1972年（昭和47年）6月22日 - 自然環境保全法の制定。
- 1993年（平成5年）11月19日 - 環境基本法の制定。
- 1997年（平成9年）
  - 6月13日 - 環境影響評価法の制定。
  - 12月 - 京都市にて第3回気候変動枠組条約締約国会議が開催し、京都議定書が採択される。
- 1998年（平成12年）10月9日 - 地球温暖化対策の推進に関する法律の制定。
- 2000年（平成12年）6月2日 - 循環型社会形成推進基本法の制定。
- 2001年（平成13年）1月6日 - 中央省庁再編により環境庁を改組し、環境省設置。

厚生省より、廃棄物処理行政を移管
- 2002年（平成14年）
  - 7月12日 - 鳥獣の保護及び狩猟の適正化に関する法律の制定。
  - 12月11日 - 自然再生推進法の制定。
- 2005年（平成17年）10月1日 - 環境省の内部部局として「水・大気環境局」（環境管理局と同局水環境部を統合）を、地方支分部局として「地方環境事務所」（自然保護事務所と地方環境対策調査官事務所を統合）を設置。
- 2008年（平成20年）5月28日 - 生物多様性基本法成立。

## 環境に関する条約・法令

### 基本法
- 環境基本法（1993年（平成5年））
環境政策を総合的に推進する/持続可能な社会の構築
公平な役割分担の下、人々が自主的積極的に取り組めるようにする
科学的知見の充実のもとでの環境保全上の支障の未然防止
基礎となる基準（環境基準）と計画（環境基本計画）の策定
国際的協調のもとに地球環境保全に取り組む
公害防止計画の策定

### 公害対策
公害対策の基本指針
- 公害対策基本法 - 1993年（平成5年）廃止、環境基本法にその役割を移す

公害防止の推進
- 公害防止事業費事業者負担法
- 公害の防止に関する事業に係る国の財政上の特別措置に関する法律
- 特定工場における公害防止組織の整備に関する法律

被害者の救済
- 公害健康被害の補償等に関する法律
- 水俣病の認定業務の促進に関する臨時措置法
- 環境情報の提供の促進等による特定事業者等の環境に配慮した事業活動の促進に関する法律

紛争の処理
- 公害紛争処理法

処罰の規定
- 人の健康に係る公害犯罪の処罰に関する法律

大気環境 - 大気汚染
- 大気汚染防止法 （1968年（昭和43年））
排出基準・上乗せ排出基準・総量規制・改善命令・測定義務・立入検査・使用停止命令
- 道路運送車両法
- 道路交通法
- 電気事業法
- 自動車から排出される窒素酸化物及び粒子状物質の特定地域における総量の削減等に関する特別措置法・スパイクタイヤ粉じん防止法
浮遊粒子状物質についてはなお課題（OECDレポート）
モーダルシフト・交通計画・都市計画などの手法を使った汚染物質削減策もある（OECDレポート）
- スパイクタイヤ粉じんの発生の防止に関する法律

大気環境 - 騒音
- 騒音規制法
- 道路運送車両法
- 道路交通法
- 航空法
- 日本の音風景100選

大気環境 - 振動
- 振動規制法
- 道路運送車両法
- 道路交通法

大気環境 - 悪臭
- 悪臭防止法

水環境 - 水質汚濁
- 水質汚濁防止法 （1970年（昭和45年））
特定施設・特定事業所・総量規制・改善命令・測定義務・水域常時監視・立ち入り検査・生活排水対策重点地域・生活排水対策推進計画
- 海洋汚染等及び海上災害の防止に関する法律
- 瀬戸内海環境保全特別措置法 （1973年（昭和48年））
- 湖沼水質保全特別措置法 （1984年（昭和59年））
農業など面源からの栄養塩負荷削減や下水道整備にはなお課題（OECDレポート）
- 温泉法
- 浄化槽法
- 水産資源保護法
- 船舶油濁損害賠償保障法

土壌環境 - 土壌汚染
- 農用地の土壌の汚染防止等に関する法律
- 農薬取締法
- 土壌汚染対策法

土壌環境 - 地盤沈下
- 工業用水法
- 建築物用地下水の採取の規制に関する法律

化学物質
- 特定化学物質の環境への排出量の把握等及び管理の改善の促進に関する法律（PRTR法）

その他の公害
- 公害紛争処理法/公害防止事業費事業者負担法・公害防止に関する事業に係る国の財政上の特別措置に関する法律

### 自然保護
自然保護の基本指針
- 自然環境保全法
自然環境保全基本方針・緑の国勢調査（自然環境保全基礎調査）

自然景観の保護
- 自然公園法
- 都市計画法
- 屋外広告物法
- 世界遺産条約
世界自然遺産

森林生態系の保護
- 森林法
- 森林・林業基本法
- 国有林野の管理経営に関する法律
- 森林の保護機能の増進に関する特別措置法
- 採石法
- 地すべり等防止法
- 宅地造成等規制法

河川生態系の保護
- 河川法
- 特定多目的ダム法
- 水資源開発促進法
- 水源地域対策特別措置法
- 砂利採取法
- 水防法
- 多自然川づくり基本指針

湖沼生態系の保護
- 河川法
- 湖沼水質保全特別措置法
- 琵琶湖総合開発特別措置法

海洋生態系の保護
- 海洋基本法
- 海岸法
- 港湾法
- 北西太平洋地域海計画
- 東アジア海地域計画
- OPRC条約

海岸生態系の保護
- 海岸法
- 砂防法
- 瀬戸内海環境保全特別措置法
- 公有水面埋立法
- 港湾法
- 漁港漁場整備法

都市緑地等の保存
- 都市公園法
- 都市緑地保全法
- 都市計画法
- 建築基準法
- 首都圏近郊緑地保全法
- 生産緑地法
- 古都における歴史的風土の保存に関する特別措置法

野生生物の保護
- 生物多様性条約
- 生物多様性国家戦略
- ラムサール条約
- アジア太平洋地域渡り性水鳥保全戦略
- 絶滅のおそれのある野生動植物の種の国際取引に関する条約
- 鳥獣の保護及び狩猟の適正化に関する法律（鳥獣保護法）
- 絶滅のおそれのある野生動植物の種の保存に関する法律（種の保存法）
- 特定外来生物による生態系等に係る被害の防止に関する法律（外来生物法）
- 文化財保護法（天然記念物の指定）
- 動物の愛護及び管理に関する法律
- 水資源開発促進法
- 水産資源保護法
- 漁業法
- 海洋生物資源の保存及び管理に関する法律　等

自然環境への影響の評価
- 環境影響評価法
- 公有水面埋立法
- 海岸法

自然再生事業の実施
- 自然再生推進法

自然保護法による規制の緩和
- 総合保養地域整備法（リゾート法）

土地利用等の規制等
- 国土利用計画法
- 都市計画法
- 建築基準法
- 公共用飛行場周辺における航空機騒音による障害の防止等に関する法律
- 幹線道路の沿道の整備に関する法律
- 公有水面埋立法
- 資源保全法
- 北海道開発法
- 都市再開発法
- 国土形成計画法
- 新住宅市街地開発法
- 公物管理法

### その他
廃棄物対策・リサイクルの推進
- バーゼル条約
- 循環型社会形成推進基本法
- 廃棄物の処理及び清掃に関する法律
- 再生資源の利用の促進に関する法律
- 容器包装に係る分別収集及び再商品化の促進等に関する法律（容器包装リサイクル法）
- 特定家庭用機器再商品化法（家電リサイクル法）
- 建設工事に係る資材の再資源化等に関する法律（建設リサイクル法）
- 食品循環資源の再生利用等の促進に関する法律（食品リサイクル法）
- 国等による環境物品等の調達の推進等に関する法律（グリーン購入法）
- 使用済自動車の再資源化等に関する法律（自動車リサイクル法）
- 使用済小型電子機器等の再資源化の促進に関する法律（小型家電リサイクル法）
- 資源の有効な利用の促進に関する法律
- 特定有害廃棄物等の輸出入の規制に関する法律
手数料がゴミ処理経費に比べ低い、不法投棄、処分場の不足など問題が残っている。（OECDレポート）

化学物質対策
- 農薬取締法
- 化学物質の審査及び製造等の規制に関する法律（化学物質審査規制法）
- 特定化学物質の環境への排出量の把握等及び管理の改善の促進に関する法律（化管法/PRTR法）
- ダイオキシン類対策特別措置法
- ポリ塩化ビフェニル廃棄物の適正な処理の推進に関する特別措置法
- 有害物質を含有する家庭用品の規制に関する法律

地球温暖化対策・省エネルギーの推進
- 地球温暖化防止行動計画
- 気候変動に関する国際連合枠組条約
- 気候変動に関する国際連合枠組条約の京都議定書
- 地球温暖化対策推進法
- 京都議定書目標達成計画
- エネルギーの使用の合理化等に関する法律・トップランナー方式
公共交通システムのさらなる拡充と交通需要の管理、再生可能エネルギー源の開発及び化石燃料への依存を減らすことなどが課題として残っている（OECDレポート）。
- 新エネルギー利用等の促進に関する特別措置法

オゾン層破壊対策
- オゾン層の保護のためのウィーン条約
- モントリオール議定書
- 特定物質の規制等によるオゾン層の保護に関する法律
- フロン類の使用の合理化及び管理の適正化に関する法律

酸性雨対策
- 長距離越境大気汚染条約
- 東アジア酸性雨モニタリングネットワーク

環境教育の推進
- こどもエコクラブ事業
- 環境の日（6月5日）
- 「子どもの水辺」再発見プロジェクト

環境NGOの支援
- 環境事業団地球環境基金
- NGO助成金制度
- 地球環境パートナーシッププラザの設置

環境に関する調査・研究
- 地球環境保全に関する関係閣僚会議
  - 地球環境保全調査研究等総合推進計画
  - 地球環境研究計画
  - 地球環境総合推進費
- 地球環境戦略研究機関・国立環境研究所・新エネルギー・産業技術総合開発機構・環境再生保全機構・
- 科学研究費補助金
- 廃棄物処理等科学研究費補助金

事業者に対する助成
- 租税特別措置法
- 補助金等に係る予算の執行の適正化に関する法律
- 公害防止に関する事業に係る国の財政上の特別措置に関する法律

### 国際機関
- 国連開発計画 公式サイト
- 世界気象機関 公式サイト
- Intergovernmental Panel on Climate Change
- 国連気候変動枠組条約

### 日本
- 環境省 環境白書・循環型社会白書
- 環境省　法令・告示・通達
- 経済産業省 エネルギー・環境
- 国土交通省  総合政策  環境